# Warcraft: Orcs & Humans
Warcraft: Orcs and Humans foi um dos primeiros jogos de estratégia em tempo real, produzido pela Blizzard Entertainment e lançado em 1994 para DOS e em 1996 para MacOS. O jogo trata do conflito entre duas raças inimigas, humanos e orcs. As maioria das unidades são parecidas e análogas, porém as unidades mágicas/religiosas não são iguais, podendo ser um fator significante na escolha das raças numa partida multijogador.

## Enredo
O jogo fala acerca da história entre os Humanos e os Orcs. Os Orcs viviam no mundo de Draenor, separados dos Humanos que viviam no mundo de Azeroth. Um dia, corrompidos pela Burning Legion, os Orcs transformam-se numa Horda sedenta de sangue, que derrotou a outra raça que habitava Draenor, os Draenei. A Horda é composta de vários clãs orc oriundos de diversas partes de Draenor, após o contato com a Burning Legion, os orcs se tornaram influenciados por seu poder para realizar suas vontades. Após isso, o orc warlock Gul’dan reuniu todos os clãs da Horda e abriu um portal entre Draenor e Azeroth e tomou Azeroth de assalto. Os humanos de Azeroth fugiram para norte do continente, para o reino de Lordaeron, onde se juntaram ao rei Terenas Menethil de Lordaeron, aos anões de Khaz Modan e aos elfos de Quel'Thalas para combater a Horda.

## Jogabilidade
Warcraft: Orcs & Humans é um jogo de estratégia em tempo real (RTS). O jogador assume o papel de habitantes humanos de Azeroth, ou do exército Orc invasor. Na campanha de jogador único, o objetivo da missão é através de uma série de missões, que variará, mas geralmente envolve a construção de uma pequena cidade, a colheita de recursos, a construção de um exército e depois a vitória na guerra. Nos jogos multiplayer, o objetivo é sempre destruir as forças dos jogadores inimigos. Alguns cenários são dificultados pela presença de monstros selvagens, mas às vezes esses monstros podem ser usados como tropas.